# Figuratiesociologie
Figuratiesociologie is de naam voor een benadering in de sociologie die is ontwikkeld door de Duits-Engelse socioloog Norbert Elias en door anderen is voortgezet, uitgewerkt en in een verscheidenheid van studies is toegepast. Een andere naam voor deze stroming, die later meer gangbaar werd, is processociologie.

## Geschiedenis
In Nederland was het vooral de Amsterdamse socioloog Joop Goudsblom die het door Elias bepleite perspectief onder de naam figuratiesociologie propageerde en verder ontwikkelde. In 1976 werd mede op zijn initiatief de landelijke Werkgroep Figuratiesociologie opgericht, die tot in de jaren negentig regelmatig bijeenkwam. Internationaal werd de benaming gelanceerd in het voorwoord van Human Figurations (1977), een bundel artikelen van Nederlandse, Duitse en Engelse sociale wetenschappers ter gelegenheid van de tachtigste verjaardag van Norbert Elias. ‘Figuratiesociologie’ (figurational sociology, Figurationssoziologie) werd zo de term waaronder sociologen en ook sommige antropologen en historici zich schaarden die zich door het werk Elias lieten inspireren.    

## Beschrijving
Volgens de figuratiesociologie bestaat het objectgebied van de sociologie uit menselijke figuraties, dat wil zeggen netwerken van onderling afhankelijke mensen. Elias introduceerde het begrip in zijn verhandeling over de grondslagen van de sociologie, Wat is sociologie? (oorspr. 1970, Nederlandse vertaling 1971), als alternatief voor meer gangbare begrippen zoals ‘maatschappij’ en ‘sociaal systeem’. Met de term figuratie keerde hij zich tegen de misleidende voorstelling van ‘individu’ en ‘maatschappij’ als gescheiden entiteiten, waarin het individu wordt gezien als wezenlijk autonoom en ongebonden en de maatschappij als een onpersoonlijk krachtenveld waar individuen buiten staan, of als een uitvergrote persoonlijkheid die met bepaalde bedoelingen handelt. Mensen zijn altijd en overal van elkaar afhankelijk, benadrukte Elias, en in en door die onderlinge afhankelijkheid (interdependentie) zijn ze onontkoombaar met elkaar verbonden en oefenen ze macht over elkaar uit.
‘Figuratie’ is volgens Elias ook geschikter dan ‘sociaal systeem’ om het objectgebied van de sociologie mee aan te duiden. Met het centraal stellen van het laatste begrip wordt het sociale leven voorgesteld als bestaande uit stabiele en scherp van elkaar afgebakende eenheden, die elk voor zich een geïntegreerd geheel vormen waarvan de delen op elkaar zijn afgestemd. De term ‘figuratie’ drukt daarentegen uit dat mensen met elkaar netwerken vormen die veranderlijk zijn, vaak in elkaar overlopen en met elkaar verweven zijn.
Ten slotte dient het figuratiebegrip ertoe om het hele spectrum van menselijke samenlevingsverbanden te bestrijken, van kleine groepen tot en met de mensheid als geheel. Het beoogt daarmee een brug te slaan tussen kleinschalige en grootschalige sociale verbanden, ofwel tussen micro- en macroniveau.  
De uitgangspunten van de figuratiesociologie kunnen als volgt worden samengevat:
1. Mensen zijn op verschillende manieren van elkaar afhankelijk, oftewel interdependent. Hun levens spelen zich af in en worden in belangrijke mate bepaald door de kleinere en grotere interdependentienetwerken, de sociale figuraties die ze met elkaar vormen.
2. In relaties van onderlinge afhankelijkheid oefenen mensen macht over elkaar uit (machtsbalansen). Hoe eenzijdiger en minder wederkerig de onderlinge afhankelijkheid in een gegeven relatie is, des te groter de machtsongelijkheid.
3. Sociale figuraties zijn voortdurend aan verandering onderhevig. Veranderingsprocessen betreffen zowel fluctuaties op korte termijn als ontwikkelingen op lange termijn in een bepaalde richting.
4. Langetermijnontwikkelingen zijn grotendeels ongepland. Zij komen voort uit de (min of meer) doelgerichte handelingen van vele interdependente individuen, zonder dat een van hen de resulterende ontwikkeling heeft bedoeld en gepland.
5. Processen van sociale verandering op korte en lange termijn vertonen, in wisselende mate, bepaalde regelmatigheden, waardoor ze vatbaar zijn voor sociaal-wetenschappelijke analyse en verklaring.
6. Veranderingen binnen mensen zijn onverbrekelijk verbonden met veranderingen in de relaties tussen mensen. Anders gezegd, mentale (culturele, psychische) veranderingen  - waaronder ontwikkelingen in zowel kennis en als emoties - maken integraal deel uit van maatschappelijke veranderingen.

Zoals deze stellingen aangeven, wordt de sociologie in deze benadering opgevat als een brede, veelomvattende en historisch gerichte maatschappijwetenschap. Hedendaagse maatschappelijke problemen worden bezien en verklaard als de uitkomst van daaraan voorafgaande ontwikkelingen.
Stelling 6 is door Elias uitgewerkt en gespecificeerd in zijn civilisatietheorie, die een verband legt tussen grootschalige maatschappelijke veranderingen in Europa sinds de Middeleeuwen en veranderingen in de alledaagse leefgewoonten en de ‘emotiehuishouding’ van mensen. Mede aan de hand van deze theorie ontwikkelde Elias zijn algemene ideeën over de sociologie die hij later in Wat is sociologie? formuleerde. De figuratiesociologie omvat echter veel meer dan de civilisatietheorie en impliceert die theorie niet zonder meer.
Een in Nederland veel gebruikte inleiding in de sociologie, het leerboek Samenlevingen (1e druk 1985, 9e herziene druk 2022) volgt op belangrijke punten het figuratiesociologische perspectief en werkt dit op bepaalde manieren uit. Ook in de inleiding De mensenmaatschappij (1e druk 1996, 20ste herziene druk 2022) van de socioloog Abram de Swaan zijn de basisideeën van deze benadering terug te vinden. Het Amsterdams Sociologisch Tijdschrift (1974-2004) was een tijd lang een voorname spreekbuis van dit type sociologiebeoefening.  
Sociale wetenschappers die met het perspectief van de figuratie- of processociologie werken zijn verbonden aan universiteiten en onderzoeksinstellingen in tal van landen binnen en buiten Europa. De in Amsterdam gevestigde Norbert Elias Foundation stelt zich ten doel dit type sociale wetenschap te bevorderen door het bijhouden van een website, het organiseren en subsidiëren van internationale congressen en het uitgeven van de nieuwsbrief Figurations.